# Sarcoprion edax
Sarcoprion edax è una specie estinta di pesci olocefali, appartenente agli eugeneodonti. Visse nel Permiano superiore (circa 259 - 254 milioni di anni fa) e i suoi resti fossili sono stati ritrovati in Groenlandia.

## Descrizione
Questo animale possedeva una struttura delle mascelle abbastanza simile a quella di Helicoprion, con una sorta di "spirale" di denti disposti nella parte terminale della mandibola. Al contrario di Helicoprion, tuttavia, la spirale non era completa bensì disposta a semicerchio. La mascella superiore, imperfettamente conosciuta, sembrerebbe essere stata allungata e terminante in un lungo rostro appuntito e idrodinamico. I denti erano più affilati e compatti rispetto a quelli di Helicoprion, e in generale la struttura delle mascelle era più idrodinamica di quella di Helicoprion. Stando agli scarsi resti fossili rinvenuti, si stima che Sarcoprion potesse raggiungere i 6 metri di lunghezza.

## Classificazione
Sarcoprion edax venne descritto per la prima volta nel 1952, sulla base di resti fossili rinvenuti in Groenlandia in terreni risalenti alla fine del Permiano, nella zona di Kap Stosch. Sarcoprion è un rappresentante della famiglia Agassizodontidae, comprendente eugeneodonti dalla tipica mandibola dai denti a spirale. È uno degli ultimi eugeneodonti noti.

## Paleoecologia
Sarcoprion probabilmente utilizzava la spirale di denti durante la caccia, chiudendo le fauci sulla preda e stritolandola contro la mascella superiore a forma di rostro, di fatto tagliandola grazie ai denti inferiori a spirale.